# In the Zone
In the Zone četvrti je studijski album američke pop pjevačice Britney Spears. Objavljen je u izdanju Jive Recordsa 12. studenoga 2003. godine. Prema Nielsen SoundScanu prodan je u 609.000 kopija tijekom prvog tjedna u SAD-u. In the Zone debitirao je na prvoj poziciji ljestvice Billboard 200 i time je Spears postavila novi rekord, naime ona je prvi ženski izvođač čija su prva četiri albuma bila na prvoj poziciji ljestvice. Spears je zauzela kontrolu nad albumumom i napisala je 8 od 12 pjesama. Tri glavna singla "Me Against the Music", "Toxic" i "Everytime" plasirala su se na prvoj poziciji u Australiji. Do danas album je prodan u 10. milijuna kopija.

## Singlovi
- Pjesma "Me Against the Music" objevljena je kao prvi singl s albuma, u pjesmi gostuje poznata američka pjevačica Madonna. Spears je napisala pjesmu s Madonnom. Pjesma je bila veliki hit, plasirala se na prvoj poziciji u Australiji i drugoj poziciji u Ujedinjenom Kraljevstvu. Pjesma joj je donijela najbolji plasman na ljestvici Billboard Hot 100-35.mjesto, nakon pjesme "I'm a Slave 4 U" koja se plasirala na 27. poziciji.
- Pjesma "Toxic" objavljena je kao drugi singl. Za pjesmu je snimljen futuristički spot kojeg je režirao Joseph Kahn. Pjesma je u prvom tjednu prodana u 105.000 kopija samo u Ujedinjenom Kraljevstvu i to je njen četvrti singl koji je zasjeo na prvom mjestu. U Australiji se pjesma također plasirala na prvom mjestu. Za pjesmu je Spears dobila svoj prvi Grammy.
- "Everytime" objavljena je kao treći singl. Pjesma je jedina balada iz albuma koja je objavljena kao singl. Plasirala se na prvoj poziciji u Australiji i 15. pozicijiji u SAD-u.
- Četvrti i posljednji singl trebala je biti pjesma "Outrageous", ali dok se snimao spot Spears je ozlijedila koljeno, zato je pjesma objavljena kao radio singl u Europi i SAD-u.

## Popis pjesama
| Br. | Skladba                              | Trajanje |
| --- | ------------------------------------ | -------- |
| 1.  | »Me Against the Music feat. Madonna« | 3:44     |
| 2.  | »(I Got That) Boom Boom«             | 3:51     |
| 3.  | »Showdown«                           | 3:17     |
| 4.  | »Breathe on Me«                      | 4:43     |
| 5.  | »Early Mornin'«                      | 3:45     |
| 6.  | »Toxic«                              | 3:21     |
| 7.  | »Outrageous«                         | 3:21     |
| 8.  | »Touch of My Hand«                   | 4:19     |
| 9.  | »The Hook Up«                        | 4:54     |
| 10. | »Shadow«                             | 3:45     |
| 11. | »Brave New Girl«                     | 3:53     |
| 12. | »Everytime«                          | 3:55     |

### Bonus pjesme
| Br. | Skladba                                                            | Trajanje |
| --- | ------------------------------------------------------------------ | -------- |
| 13. | »Me Against the Music«                                             | 4:33     |
| 14. | »The Answer«                                                       | 3:54     |
| 15. | »Don't Hang Up«                                                    | 4:02     |
| 16. | »I've Just Begun (Having My Fun)« (Rishi Rich's Desi Kulcha Remix) | 3:23     |
| 17. | »Girls and Boys«                                                   | 3:43     |